# Rózsa Darázs
Rózsa Darázs (* 3. November 1987 in Jászberény) ist eine ehemalige ungarische Shorttrackerin. Bei den Olympischen Spielen 2006 war sie Fahnenträgerin der ungarischen Mannschaft.
Ihre erste internationale Meisterschaft erlebte sie bei der Juniorenweltmeisterschaft 2003 in Budapest, wo sie jedoch die Vorläufe nicht überstehen konnte. In Warschau nahm sie nur wenig später auch im Erwachsenenbereich erstmals an der Weltmeisterschaft teil, überstand aber ebenfalls die Vorläufe nicht. In der Saison 2003/04 debütierte sie im Februar im Weltcup und nahm an allen Saisonhöhepunkten teil. Ihre besten Ergebnisse waren das Erreichen des Halbfinals über 1500 m bei der Juniorenweltmeisterschaft und des Viertelfinals über 500 m bei der Europameisterschaft in Den Haag.
Erste Erfolge feierte Darázs in der Saison 2005/06. Im Weltcup erreichte sie über verschiedene Distanzen mehrere Viertelfinals. Bei der Juniorenweltmeisterschaft in Miercurea Ciuc konnte sie in der Staffel ebenso Bronze gewinnen wie bei der Europameisterschaft in Krynica-Zdrój. Darázs qualifizierte sich für die Olympischen Spiele in Turin. Dort war sie bei der Eröffnungsfeier Fahnenträgerin der ungarischen Olympiamannschaft. Sie trat in allen drei Einzeldistanzen, schied aber jeweils im Vorlauf aus. In der Saison 2006/07 erreichte Darázs über 1500 m erstmals ein Halbfinale im Weltcup. Bei den weiteren Saisonhöhepunkten konnte sie sich jedoch nicht steigern.
Nachdem Darázs in der folgenden Saison nicht zum ungarischen Weltcupteam gehört hatte, machte sie in der Saison 2008/09 wieder auf sich aufmerksam. Im Weltcup erreichte sie über 500 m und 1500 m jeweils ein Halbfinale, bei der Europameisterschaft in Turin zog sie ebenfalls über 500 m und 1500 m ins Halbfinale ein. Ihren bislang größten sportlichen Erfolg errang sie jedoch in der Staffel. Mit Bernadett Heidum, Andrea Keszler und Erika Huszár wurde sie erstmals Europameisterin. Die folgende Saison 2009/10 lief für Darázs in Einzelrennen wenig erfolgreich. Dafür erreichte sie mit Platz vier in der Staffel bei der Europameisterschaft in Dresden und mit Platz fünf im Team bei der Weltmeisterschaft in Bormio aber gute Platzierungen. Mit der ungarischen Staffel nahm sie in Vancouver an ihren zweiten Olympischen Spielen teil. Das Quartett belegte im B-Finale Rang zwei und wurde im Endklassement Fünfter. In der Saison 2010/11 startete Darázs bei vier Weltcups und erreichte zweimal über 1500 m das Halbfinale. Bei der Europameisterschaft in Heerenveen gewann sie in der Staffel eine weitere Medaille, diesmal errang sie die Silbermedaille.
Ihr Bruder Péter Darázs war ebenfalls als Shorttracker aktiv.